# Malinowskie Siodło
Malinowskie Siodło (1052 m n.p.m.) – przełęcz między Malinowską Skałą (1152 m) a Zielonym Kopcem (1154 m) w Paśmie Baraniej Góry i Skrzycznego w Beskidzie Śląskim.
Jest to wyraźna przełęcz, sąsiednie szczyty górują nad nią co najmniej 100 m. Z doliny u jej zachodnich podnóży wypływa rzeka Żylica, z doliny u wschodnich zboczy Malinowski Potok. Rejon przełęczy porasta las i prowadzi przez nią szeroka i kamienista ścieżka czerwonego szlaku turystycznego. Przez przełęcz biegnie także granica między miastem Wisła w powiecie cieszyńskim i wsią Lipowa w powiecie żywieckim.

## Szlaki turystyczne
Skrzyczne – Małe Skrzyczne – Kopa Skrzyczeńska – Malinowska Skała – rozdroże pod Malinowską Skałą – Malinowskie Siodło – Zielony Kopiec – Gawlasi – Magurka Wiślańska – Barania Góra. Czas przejścia 3 godz., z powrotem 2 godz. 55 min.